# Oscar Wisting
 (juin 2023).
Si vous disposez d'ouvrages ou d'articles de référence ou si vous connaissez des sites web de qualité traitant du thème abordé ici, merci de compléter l'article en donnant les références utiles à sa vérifiabilité et en les liant à la section « Notes et références ».
Oscar Adolf Wisting, né le 6 juin 1871 à Larvik et mort le 5 décembre 1936 à Oslo, est un explorateur polaire norvégien. Il fait partie de l'équipe de cinq hommes ayant atteint le pôle Sud en premier, au sein de l'expédition Amundsen.

## Biographie
Wisting est né à Larvik le 6 juin 1871. Il travaillait en tant que mitrailleur dans la marine norvégienne quand Roald Amundsen lui demande, en 1909, de faire partie d'une expédition allant au pôle Nord. Wisting accepte la proposition ; Amundsen n'informera son équipe de leur destination réelle, le pôle Sud, qu'une fois en mer sur le Fram.
Un petit groupe de cinq hommes (Amundsen, Wisting, Helmer Hanssen, Olav Bjaaland et Sverre Hassel) arrivent au pôle Sud le 14 décembre 1911, plus d'un mois avant leurs concurrents britanniques de l'expédition Terra Nova. Wisting plante le drapeau norvégien au pôle géographique Sud.
De 1918 à 1925 Wisting est le second sur le Maud, navire utilisé par Amundsen dans ses explorations du passage du Nord-Est. De 1923 à 1925 Wisting devient le leader de facto de cette expédition quand Amundsen la quitte pour essayer de survoler le pôle Nord en dirigeable.
En 1926 il prend part à un autre essai de survol du pôle Nord par Amundsen, celui-ci couronné de succès. Ils atteignent le pôle le 12 mai 1926 à bord du dirigeable Norge. Wisting est donc, avec Amundsen, l'un des deux premiers hommes à avoir été aux pôles Sud et Nord.
En 1930, il publie un livre sur ses années avec Amundsen : 16 år med Roald Amundsen (« 16 années avec Roald Amundsen »).
Plus tard il est l'un des principaux soutiens dans la construction du musée abritant le navire Fram, à Oslo.
Il meurt le 5 décembre 1936 d'une crise cardiaque, neuf jours avant le vingt-cinquième anniversaire de la conquête du pôle. Il était sur sa couchette sur le Fram.

## Postérité
Dans le film historique et biographique norvégien Voyage au bout de la Terre (Amundsen), réalisé par Espen Sandberg et sorti en 2019, son rôle est interprété par Ole Andre Kaada.